# Margareta Ekström
Margareta Ekström (Estocolmo, 23 de abril de 1930 - ibidem, 12 de diciembre de 2021) fue una escritora, traductora y crítico literario sueca que ha incursionado principalmente en los géneros de la novela y cuento; de hecho, una de sus primeras publicaciones fue la colección de cuentos Aftnar i S:t Petersburg en 1960. En 1977 recibió el Premio Dobloug de la Academia Sueca. Es pareja del escritor y crítico literario Per Wästberg y exesposa del también escritor y crítico Carl-Eric Nordberg. Su hija, Johanna Ekström, también ha incursionado en la literatura.

## Obras
- 1955 – Det hemliga slottet
- 1956 – Lill-Nisse i Filurien
- 1957 – Lill-Nisse och hoppgrodorna
- 1960 – Aftnar i S:t Petersburg (noveller)
- 1961 – Frukostdags
- 1961 – Lill-Nisse blir skeppare
- 1962 – Pendeln
- 1963 – Överfallet och andra gränsintermezzon
- 1963 – Flickorna
- 1964 – Husliga scener
- 1965 – Beringön
- 1967 – Födelseboken
- 1969 – Inte än-men snart
- 1969 – När de red omkring
- 1972 – Förhållandet till främmande makter
- 1972 – Sagor från sjötullen
- 1973 – Ord till Johanna
- 1974 – Människodjuren
- 1976 – Dödens barnmorskor
- 1976 – Katterna i Öregrund
- 1978 – Från manuskript till färdig bok
- 1979 – Om naturen på stora skuggan
- 1981 – Kvinnan som reste med Montaigne
- 1982 – Kärlekens utland
- 1982 – Ord i det fria
- 1983 – Den femte årstiden
- 1984 – Under bar himmel
- 1988 – Skilda öden
- 1990 – Skärmar
- 1993 – Mat för minnet
- 1994 – Olga om Olga
- 1995 – En levande och en död